# کشته‌شدن مهدی آبایی و علیرضا کرباسی
کشتار مهدی عبایی و علیرضا کرباسی در تاریخ ۳۰ ژوئن ۲۰۲۵ در نزدیکی شهر همدان، ایران رخ داد؛ زمانی که دو جوان ایرانی، مهدی عبایی و علیرضا کرباسی، توسط نیروهای بسیج وابسته به سپاه پاسداران انقلاب اسلامی به ضرب گلوله کشته شدند. مقامات ادعا کردند که تیراندازی در جریان «عملیات امنیتی» با هدف مقابله با فعالیت مشکوک پهپادی انجام شده است. با این حال، گزارش‌های محلی اظهار کردند که قربانیان هیچ وابستگی سیاسی نداشته و در یک سفر تفریحی آفرود معمولی شرکت کرده بودند.
مرگ آن‌ها خشم گسترده‌ای را در پی داشت و به اعتراضات محلی در همدان منجر شد، از جمله فریادهای اعتراضی عمومی در مراسم خاکسپاری آن‌ها. عزاداران شعارهایی مانند «مرگ بر ستمگر»، «دشمن ما همین‌جاست، دروغ می‌گن آمریکاست» و «ایرانی می‌میرد، ذلت نمی‌پذیرد» سر دادند و سرود میهن‌پرستانه «ای ایران» را خواندند که مدت‌هاست با تظاهرات ضدحکومتی در ایران همراه بوده است.

## پیش‌زمینه
کشتار مهدی آبایی و علیرضا کرباسی در تاریخ ۳ ژوئیه ۲۰۲۵ و در دوره‌ای از سرکوب داخلی تشدید یافته توسط حکومت ایران رخ داد؛ دوره‌ای که پس از آغاز جنگ ۱۴۰۴ میان ایران و اسرائیل آغاز شد. گزارش‌ها حاکی از آن است که این جنگ خسارات قابل توجهی از نظر نظامی و سیاسی به ایران وارد کرد. همچنین، گفته می‌شود که این جنگ آسیب‌پذیری‌هایی را در نفوذ منطقه‌ای ایران و ثبات داخلی کشور آشکار ساخت.
پس از آغاز جنگ ایران و اسرائیل، مقامات ایرانی سرکوبی گسترده را در سراسر کشور آغاز کردند. آنان مدعی شدند که این اقدامات به دلایل امنیت ملی صورت گرفته‌اند. بسیاری از بازداشت‌ها، که تعداد آن‌ها بیش از ۷۰۰ نفر برآورد شده، توسط ناظران داخلی و بین‌المللی به عنوان بازداشت‌های خودسرانه توصیف شده‌اند، که فاقد شواهد معتبر بوده و اغلب غیرنظامیان را هدف قرار داده‌اند. گزارش‌ها حاکی از آن است که بیشتر این بازداشت‌ها در تهران صورت گرفته است.
همزمان، حکومت بر تعداد ایست‌های بازرسی داخلی افزود و یک خط تلفن عمومی برای گزارش «رفتارهای مشکوک» راه‌اندازی کرد. همچنین، پناهجویان افغان نیز هدف کمپین تشدید یافتهٔ اخراج قرار گرفتند. این اقدامات به عنوان بخشی از تلاش گسترده‌تر دولت برای بازپس‌گیری کنترل و سرکوب نارضایتی‌ها پس از شکست ادعایی‌اش در جنگ تفسیر شده‌اند.

## تیراندازی
بر اساس گزارش‌های رسانه‌های وابسته به دولت و منابع محلی، مهدی آبایی و علیرضا کرباسی در تاریخ ۳۰ ژوئن ۲۰۲۵ در نزدیکی منطقه تاریک‌دره در حومه شهر همدان هدف تیراندازی قرار گرفته و کشته شدند. خبرگزاری فارس، وابسته به سپاه پاسداران، ادعا کرد که نیروهای امنیتی به خودروی این دو نفر تیراندازی کردند پس از آنکه به‌زعم آن‌ها خودرو به دستور ایست توجه نکرده بود. مقامات این اقدام را بخشی از «عملیات امنیتی مرتبط با پهپاد» توصیف کردند.
گزارش فارس ادعا داشت که مأموران ابتدا تیر اخطار شلیک کردند و سپس دستور توقف مستقیم دادند، و پس از آن به خودرو تیراندازی شد. با این حال، شاهدان عینی و اعضای خانواده روایت رسمی را رد کرده و اعلام کردند که این دو جوان صرفاً در یک سفر تفریحی آفرود شرکت کرده بودند، فعالیتی محبوب در آخر هفته‌ها در آن منطقه، و هیچ‌گونه وابستگی سیاسی یا رفتار مشکوک نداشتند.
سرنشین سوم خودرو، محمدرضا صابریزاده نام داشت، به شدت زخمی شد و به بیمارستان منتقل گردید. در محل حادثه هیچ سلاح یا تجهیزات پهپادی یافت نشد.
سازمان قضایی نیروهای مسلح در همدان مرگ این دو نفر را تأیید کرد و اعلام کرد که تحقیقات رسمی آغاز شده است. با این حال، نام یا درجه مأموران درگیر اعلام نشد. منابع مستقل گزارش دادند که واحد مسئول این حادثه متعلق به نیروی شبه‌نظامی بسیج بوده، که پیش‌تر نیز به استفاده بیش از حد از زور علیه غیرنظامیان متهم شده است.

## مراسم خاکسپاری و اعتراضات
مراسم تشییع جنازه مهدی آبایی و علیرضا کرباسی که در ۳ ژوئیه ۲۰۲۵ در همدان برگزار شد، به تظاهرات گسترده ضدحکومتی تبدیل گردید. عزاداران شعارهایی چون «مرگ بر ستمگر»، «می‌میریم، ولی ذلت نمی‌پذیریم»، و «برادرم را کشتند – قاتلانش را خواهم کشت» سر دادند. ویدیوهایی که توسط ایران اینترنشنال و رسانه‌های دیگر منتشر شد، جمعیت‌های احساسی را نشان می‌داد که سرود میهن‌پرستانه «ای ایران» را می‌خواندند؛ سرودی که نماد جنبش‌های مقاومت و اعتراضات ضدحکومتی در ایران است.
شاهدان، عزاداران را غمگین اما سرشار از روحیه مقاومت توصیف کردند؛ برخی از معترضان آشکارا جمهوری اسلامی و بسیج را مسئول قتل‌ها دانستند. در یکی از ویدیوهای پرمخاطب، زنی فریاد می‌زد: «به ما دروغ گفتند… دشمنان ما همین‌جان!» و یکی دیگر از معترضان گفت: «این عدالت نیست، این قتل است.»
اعتراضات همدان بخشی از موج وسیع‌تر خشم عمومی در ایران در پی سرکوب‌های داخلی بود. اگرچه تظاهرات عمدتاً محدود به همدان بودند، اما فراخوان‌هایی برای اعتراضات سراسری در شبکه‌های اجتماعی فارسی‌زبان منتشر شد.
گزارش شده که نیروهای امنیتی در محل مراسم حضور قابل توجهی داشتند اما در طول خود مراسم از برخورد خشونت‌آمیز خودداری کردند. با این حال، برخی منابع محلی گزارش دادند که مأموران لباس‌شخصی از شرکت‌کنندگان فیلم‌برداری کرده و تعدادی از افراد پس از مراسم بازداشت شدند.